# Cnodocentron pallas
Cnodocentron pallas är en nattsländeart som beskrevs av Schmid 1982. Cnodocentron pallas ingår i släktet Cnodocentron och familjen Xiphocentronidae. Inga underarter finns listade i Catalogue of Life.